# Forgotten Woods
Forgotten Woods (engl. für Vergessene Wälder) ist eine norwegische Black-Metal-Band.

## Geschichte
Forgotten Woods wurde 1991 gegründet. Nach den 1993 veröffentlichten Demos Forgotten Woods und Through the Woods sowie dem Promo 94 debütierte die Band 1994 mit dem Album As the Wolves Gather, das auf dem deutschen Label No Colours Records erschien. Dort erschien 1996 auch ihr zweites Album The Curse of Mankind, in der Zwischenzeit erschienen jedoch die EP Sjel av natten wie auch ihr Promo 95 unabhängig von No Colours. Im selben Jahr gründeten Rune Vedaa und Olav Berland das Nebenprojekt Joyless, das experimenteller als Forgotten Woods sein und nicht ausschließlich auf dem Black Metal fußen sollte; auch die ersten beiden Joyless-Alben und ihre Split-EP mit Apokryphus erschienen auf No Colours.
Die letzte Forgotten-Woods-Veröffentlichung dort war 2003 die 3-CD-Zusammenstellung Baklengs mot stupet, die neben beiden Alben und der EP Bonusstücke enthielt; 2007 lehnte das Label eine Veröffentlichung des neuen Albums Race of Cain ab, da im Lied Third Eye (New Creature) mehrere Sieg-Heil-Rufe zu vernehmen waren. Vedaa schrieb dem Decibel Magazine, er habe dem Labelinhaber die Texte persönlich und detailliert erklärt und ihm mehrere Lösungsvorschläge unterbreitet, sein fehlendes Verständnis für den künstlerischen Blickwinkel und sein kindisches Verhalten hätten der Band keine Wahl gelassen, als das Label zu verlassen; zudem sei seine Entscheidung angesichts der Veröffentlichung von Tonträgern rechtsextremer Gruppen wie Graveland und Nokturnal Mortum seltsam. Die Band ist zwar bekennend sozialdarwinistisch, der Text aber sei klar gegen Herdendenken, Konformität und Gehirnwäschen gerichtet gewesen, die Sieg-Heil-Rufe seien als das bekannteste Beispiel für Idiotie und Massenpsychosen gewählt worden. Der Labelinhaber Steffen Zopf gibt keine Interviews und kommentierte den Vorfall deshalb nicht gegenüber dem Decibel Magazine. Das Label hatte bereits 1997 eine EP von Rune Vedaas Nebenprojekt Raven (1993 als Ravn gegründet) zensiert; ursprünglich sollte sie Fascist Machine heißen, der Titel wurde aber auf F.M. verkürzt. Da das Label zu diesem Zeitpunkt bereits unter anderem den Tonträger Facta Loquuntur der offen neonazistischen Band Absurd veröffentlicht hatte, wirkte diese Entscheidung ironisch. Seit 2007 wird Forgotten Woods auch vom Franzosen Neige (Peste Noire, Alcest) unterstützt.
Derzeit sind die Mitglieder neben Forgotten Woods und Joyless auch an der „UNpop“-Band Delicatessen, dem Industrial-/Experimental-/Ambient-Projekt Satanismo Calibro 9 und Rapefruit beteiligt.

## Stil
1994 beschrieb Rune Vedaa die Musik von Forgotten Woods als kalt, dunkel und atmosphärisch. Einer Beschreibung durch Ronald Möbus als gegenüber Darkthrone und Gorgoroth eher traditionellem Metal im Geiste Venoms widersprach er. Er verwandte in frühen Jahren als Bezeichnung „Winter Metal“, ihre Musik sei, so Vedaa, kein Black Metal und absolut kein Viking Metal, und bezog sich auf die traditionelle Definition des Black Metals durch satanische Texte. An mythologischen Wesen wie Huldra und Troll, an Wikingern und der laut Möbus „glorreichen Vergangenheit“ seines Landes habe er kein Interesse. Für die Texte zu Dimension of the Blackest Dark und In My Darkest Vision gab er seine Gedanken zu vergessenen Wäldern an. Den Namen der Band erklärte er als Bild für eine Art Traumwelt, die nicht von dieser Erde sei, den Ort, nach dem die Band sich sehne. In ihrer Myspace-Biographie kategorisierte die Band sich jedoch als Black Metal.
Forgotten Woods ist stärker als Joyless im norwegischen Black Metal verwurzelt und baut auf primitive, punkige Produktion, die von Nikola Shahpazov in seiner Rezension für das Webzine Chronicles of Chaos mit der des Darkthrone-Albums Under a Funeral Moon verglichen wurde; typisch für die Band ist ein laut Dominik T. von Nonpop „vordergründig abgefuckter, punkiger Black Metal“. Kritiker werfen der Band eine zu starke Anlehnung an frühe Burzum vor; ebenso wie alte Burzum-Veröffentlichungen baut die Band auf „[l]angsame bis Mid-Tempo lastige, zum Teil episch lange Songs, mit harmonisch-melancholischen Melodien und eine Atmosphäre, die fast schon als Referenz für den depressiven Black Metal angesehen werden kann“. Ebenso wurde der Musik vorgeworfen, sich zwar mit dem „sehr interessant aufgemacht[en]“ Booklet zu Race of Cain und den darin enthaltenen „Fotografien deutlich vom Black Metal Landschaftspurismus“ abzuheben, aber einfallslose Musik zu spielen, die „nur so vor Spielfehlern, Ungenauigkeiten, schlechten Übergängen und Enden“ wimmele. Allerdings weisen Fans auf die „eigene Note […], welche die vier Musiker ihrer Kunst einhauchen“, auf ihre „spezielle Form der Genialität […], die sich erst entfaltet, wenn man lange Zeit in ihre borstige Musik eingetaucht ist“, hin. In der Musik ist ein Rock-’n’-Roll-/The-Velvet-Underground-Vibe zu finden, der dem Hörer „irgendwann, fast schon in Form eines Schlüsselerlebnisses“ zugänglich wird. Die Musik basiert, anders als bei vielen Black-Metal-Bands mit rohem Klang, selten ausschließlich auf bloßer Geschwindigkeit, sondern oft auf Breaks und Grooves. Obwohl der Klang meist primitiv bleibt, finden sich teilweise auch Melodien in der Musik, zum Beispiel in dem melancholisch gehaltenen Here in the Obsession oder dem ruhiger gehaltenen Stück The Principle and the Whip mit Frauengesang. Das Lied Third Eye (New Creature) wiederum beginnt mit einem simplen Riff, das stilistisch zwischen The Exploited und Motörhead liegt, und Sieg-Heil-Rufen, geht in ein Sample eines Gesprächs des Fernsehpredigers Bob Larson mit Boyd Rice in aus der Sendung Talkback With Bob Larson und endet metallisch.
Lyrische Themen sind unter anderem Natur und Okkultismus, auf dem Album Race of Cain greift sie jedoch auch soziale Probleme auf; das Booklet enthält unter anderem antichristliche Propaganda und ist von antikonservativen Idealen geprägt. Titel und Inhalte des Albums erinnern an Charles Baudelaires Gedicht Abel et Caïn (aus Les Fleurs du Mal, einem der Klassiker des literarischen Satanismus), eines seiner wichtigsten Werke.

## Diskografie
- Forgotten Woods (Demo, 1993)
- Through the Woods (Demo, 1993)
- Promo 94 (Demo, 1994)
- As the Wolves Gather (1994)
- Sjel av natten (EP, 1995)
- Promo 95 (Demo, 1995)
- The Curse of Mankind (1996)
- Baklengs mot stupet (3-CD-Box, 2003)
- Race of Cain (2007)
- Forgotten Woods / Through the Woods (Wiederveröffentlichung der ersten Demos, 2007)